# 南アルプストンネル
南アルプストンネル（みなみアルプストンネル）は、山梨県南巨摩郡早川町から長野県下伊那郡大鹿村に至る建設中の中央新幹線のトンネルである。途中で静岡県静岡市葵区を通過する予定である。
2027年に予定されている中央新幹線の鉄道トンネルであり、山梨県・静岡県・長野県の3県を跨ぐトンネルになる予定である。また、静岡工区に関しては、大井川の水量減少問題で未だ未着工である。

## 大井川水量減少問題
南アルプストンネルは静岡県内で地表に出ず、大井川の地下約400mの地点を通過する。トンネルは断層を横断する見込みで、トンネル内に出水があることが予想されている。これにより、地下水の分布が変わり、大井川の流量が減少して下流の地域に影響の出ることが懸念されている。大井川では、以前より発電等の影響もあって流量が不足することがあり、2005年には田代ダムから富士川水系の早川へ分水して発電する水利権を持つ東電と流域自治体との間で、発電用の取水を減らして下流に放流する合意が成立している。大井川の流量についての懸念に対して、JR東海はトンネル内の出水を大井川に戻すための導水路トンネルを掘削することで対応するとしているが、静岡県はJR東海の示す対応策では不十分であるとして、2020年7月現在、静岡工区の工事開始を認めていない。

## 南アルプストンネル工事の概要
南アルプストンネルの工事を担当する JR 東海の説明では、リニア中央新幹線の山岳部においては、一般的なトンネル工事と同じく「NATM（ナトム：New Austrian Tunneling Method）」が採用している。 掘削した箇所の表面を吹付けコンクリートで固め、さらに、トンネル周囲の岩盤をボルトとコンクリー トで固定し、地山（じやま）と一体化させることで、地山が本来持っている支える力を利用して掘進し ていく。 また、大井川の湧き水対策については掘進速度が比較的速い「TBM（Tunnel Boring Machines）工法」 を採用し、導水路トンネルを速やかに設置し、トンネル工事において生じる湧水をいち早く大井川へ流 すための工事計画を進めている。